# روتشفورد وساوثإيند الشرقية (دائرة انتخابية في المملكة المتحدة)
روتشفورد وساوثإيند الشرقية (بالإنجليزية: Rochford and Southend East)‏ هي إحدى الدوائر الانتخابية في المملكة المتحدة الممثلة في مجلس العموم في برلمان المملكة المتحدة.
عضو البرلمان الذي يمثلها حالياً هو :James Duddridge (Con).